# (73397) 2002 LC19
(73397) 2002 LC19 – planetoida z pasa głównego asteroid okrążająca Słońce w ciągu 5,56 lat w średniej odległości 3,14 j.a. Odkryta 6 czerwca 2002 roku.